# Medeon (Böotien)

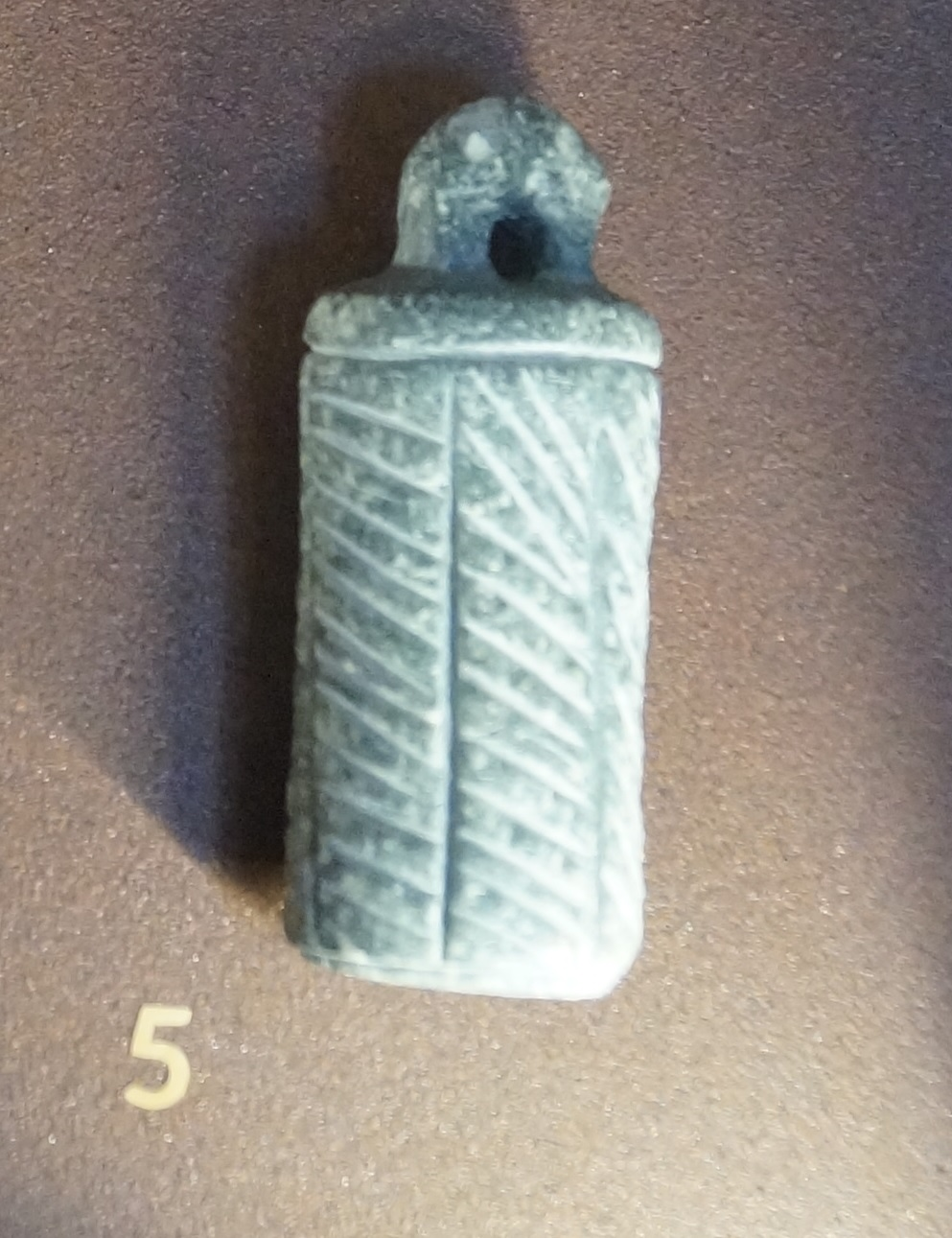
Zylindrisches Steinsiegel aus Medeon in Böotien (Mittelhelladisch, 2000–1700 v. Chr.)

Medeon (griechisch Μεδεών) war eine antike Stadt in Böotien. Sie wurde im Schiffskatalog der Ilias unter den Kontingenten Böotiens aufgeführt. Die Stadt lag auf dem Hügel Kastraki westlich des Berges Fagas. Nach diesem Berg, der in der Antike Sphingion oder Phoinikion hieß, wurde die Stadt auch Phoinikis genannt. Nach Aussage von Strabon erhielt der Ort von dem phokischen Medeon seinen Namen.
Der langgezogene Hügel mit einer nordsüdlichen Ausrichtung, auf dem die Stadt erbaut war, ist etwa 140 m hoch und erhebt sich etwa 40 m über die Kopaïsebene. Nach Westen und Süden fällt der Kalksteinfelsen senkrecht ab. Nach Osten gibt es eine steile Böschung und nur von Norden gibt es einen guten Zugang. In der Antike reichte der Kopaisee bis an die Stadt heran. Medeon stand unter dem Einfluss des 7 km südwestlich gelegenen Haliartos. 5 km südlich der Stadt befand sich das berühmte Poseidonheiligtum von Onchestos. Von der einstigen Stadt blieben Teile der polygonalen Stadtmauer und Häuserfundamente erhalten. Heute befindet sich auf dem Kastraki-Hügel eine Profitis-Ilias-Kapelle.